# Megistophylla
Megistophylla är ett släkte av skalbaggar. Megistophylla ingår i familjen Melolonthidae.
Kladogram enligt Catalogue of Life:
| Megistophylla | \| \| Megistophylla andrewesi \| \| \| \| \| \| Megistophylla dolichocera \| \| \| \| \| \| Megistophylla grandicornis \| \| \| \| \| \| Megistophylla heptophylla \| \| \| \| \| \| Megistophylla indica \| \| \| \| \| \| Megistophylla junghuhni \| \| \| \| \| \| Megistophylla pentaphylla \| \| \| \| \| \| Megistophylla planiceps \| \| \| \| \| \| Megistophylla punctata \| \| \| \| \| \| Megistophylla sumatrana \| \| \| \| |
|               | \| \| Megistophylla andrewesi \| \| \| \| \| \| Megistophylla dolichocera \| \| \| \| \| \| Megistophylla grandicornis \| \| \| \| \| \| Megistophylla heptophylla \| \| \| \| \| \| Megistophylla indica \| \| \| \| \| \| Megistophylla junghuhni \| \| \| \| \| \| Megistophylla pentaphylla \| \| \| \| \| \| Megistophylla planiceps \| \| \| \| \| \| Megistophylla punctata \| \| \| \| \| \| Megistophylla sumatrana \| \| \| \| |
|               | Megistophylla andrewesi |
|               | |
|               | Megistophylla dolichocera |
|               | |
|               | Megistophylla grandicornis |
|               | |
|               | Megistophylla heptophylla |
|               | |
|               | Megistophylla indica |
|               | |
|               | Megistophylla junghuhni |
|               | |
|               | Megistophylla pentaphylla |
|               | |
|               | Megistophylla planiceps |
|               | |
|               | Megistophylla punctata |
|               | |
|               | Megistophylla sumatrana |
|               | |